# Meloe americanus
Meloe americanus är en skalbaggsart som beskrevs av Leach 1815. Meloe americanus ingår i släktet Meloe och familjen oljebaggar. Inga underarter finns listade i Catalogue of Life.